# 佩拉達山脈

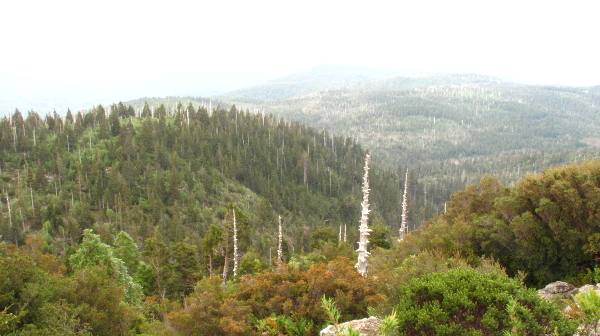

40°22.2′S 73°37.8′W / 40.3700°S 73.6300°W
佩拉達山脈（西班牙語：Barren Range）是智利的山脈，位於該國南部河大區，處於太平洋沿岸，屬於智利海岸山脈的一部分，最高點海拔高度1,751米，山體在石炭紀形成。